# 貴族探偵シリーズ
『貴族探偵シリーズ』（きぞくたんていシリーズ）は、麻耶雄嵩の短編推理小説のシリーズである。初出は『小説すばる』2001年2月号。『小説すばる』2017年5月号に新シリーズの短編が掲載。『小説すばる』2018年5月号より『貴族探偵対怪盗マダム』としてシリーズ初の長編連載が開始されている。
2017年4月にフジテレビ系でテレビドラマ化された。
主人公は探偵でありながら推理せず、使用人に推理をさせる貴族という設定である。これについて作者の麻耶は、「本人は何もしなくても現れただけで事件を解決できる存在」を面白いと思い、時代劇『水戸黄門』をイメージして書いた作品だと語っている。

## シリーズ一覧
雑誌『小説すばる』で連載された短編作品である。既刊の集英社文庫のカバーイラストは森美夏、集英社みらい文庫のカバーイラスト・挿絵はきろばいとが担当している。
『貴族探偵』に収録される短編の副題はヨハン・シュトラウス2世の作品名から取られている。
『貴族探偵対女探偵』は2014本格ミステリ・ベスト10で1位となった。
| 巻数 | 書籍名           | 発売日         | レーベル         | ISBN              | 収録作品（初出） | 備考           |
| ---- | ---------------- | -------------- | ---------------- | ----------------- | --- | -------------- |
| 1    | 貴族探偵         | 2010年5月26日  | 集英社           | 978-4-08-771352-7 | - ウィーンの森の物語（『小説すばる』2001年2月号） - トリッチ・トラッチ・ポルカ（『小説すばる』2001年9月号） - こうもり（『小説すばる』2007年4月号） - 加速度円舞曲（『小説すばる』2008年4月号） - 春の声（『小説すばる』2009年9月号） |                |
| 1    | 貴族探偵         | 2013年10月18日 | 集英社文庫       | 978-4-08-745126-9 | - ウィーンの森の物語（『小説すばる』2001年2月号） - トリッチ・トラッチ・ポルカ（『小説すばる』2001年9月号） - こうもり（『小説すばる』2007年4月号） - 加速度円舞曲（『小説すばる』2008年4月号） - 春の声（『小説すばる』2009年9月号） | 解説：千街晶之 |
| 1    | 貴族探偵         | 2017年5月26日  | 集英社みらい文庫 | 978-4-08-321374-8 | - 加速度円舞曲 - 春の声 |                |
| 2    | 貴族探偵対女探偵 | 2013年10月25日 | 集英社           | 978-4-08-771535-4 | - 白きを見れば（『小説すばる』2011年3月号） - 色に出でにけり（『小説すばる』2011年10月号） - むべ山風を（『小説すばる』2012年4月号） - 幣もとりあへず（『小説すばる』2012年9月号） - なほあまりある（書き下ろし）                     |                |
| 2    | 貴族探偵対女探偵 | 2016年9月16日  | 集英社文庫       | 978-4-08-745489-5 | - 白きを見れば（『小説すばる』2011年3月号） - 色に出でにけり（『小説すばる』2011年10月号） - むべ山風を（『小説すばる』2012年4月号） - 幣もとりあへず（『小説すばる』2012年9月号） - なほあまりある（書き下ろし）                     | 解説：大矢博子 |
| 2    | 貴族探偵対女探偵 | 2017年5月26日  | 集英社みらい文庫 | 978-4-08-321375-5 | - 白きを見れば - 色に出でにけり - なほあまりある |                |

## 単行本未収録
『貴族探偵対女探偵対怪盗マダム』　（『小説すばる』2017年5月号）
『ホタルの叫び』（たばこを嗜む大人のウェブサイト『ちょっと一服ひろば』にて2017年11月6日～連載5回に分けて無料公開）
『貴族探偵対怪盗マダム』（『小説すばる』2018年5月号～2019年3月号まで連載）全9回

## テレビドラマ
『貴族探偵』のタイトルで、2017年4月17日から6月26日まで毎週月曜21時 - 21時54分に、フジテレビ系の「月9」枠で放送された。月9ドラマ30周年記念作品。主演は相葉雅紀。

### キャスト

#### 主要人物
貴族探偵
演 - 相葉雅紀
本作の主役。上流階級の出身であること以外全て謎の紳士。
金襟・金ボタンの注文仕立服にボルドーのロングブーツ（原作ではスーツ）を着用。葉巻愛好家。
原作では立派な口髭がトレードマークで、愛香の主観描写で「髭探偵」呼ばわりされている。
趣味は探偵で、運転手・執事・メイドを従えて事件現場に現れる。使用人たちからは「御前」と呼ばれている。
探偵として推理することを使用人に任せており、本人は優雅にお茶を楽しんだり、事件関係者である女性達を口説いたりしている。しかし差別意識が高く先述の通り女性に対しては基本的に紳士的だが男性に対してはやや扱いが雑で、犯人であった場合、あるいは女性に罪を着せたり、女性に乱暴な言動をとった場合には怒りを露わにする。ただし事件の原因を見て見ぬ振りをした女性に「あなたも罪人だ」と厳しい言葉をかけるなど、相手が女性ならどんな時でも紳士的というわけではない。愛香に対して紳士的に接するが、探偵としての力不足にはやや見下した言動をとる。愛香の悔しがる顔を特殊なシチュエーションを交えた動物の顔で例えることが多い。
本部長に連絡をとるなど警察とも繋がりがある。
ドラマ版第7話で切子に政宗是政の事を聞かれた直後、鈴木に「喜多見切子を殺せ」と命令した。愛香からは切子を殺したのではないかと疑われていたが、ドラマ版最終話で、政宗是正に追われていた彼女の頼みで死の偽装を手伝っていたことが判明した。愛香とのアバンチュールに成功したが、正体は最後まで謎のままであった。
高徳 愛香
演 - 武井咲
本作のヒロイン。喜多見切子探偵事務所に勤める新米女性探偵。貴族探偵からは「女探偵さん」と呼ばれる。
飾らない性格で誰にでも気さくに話し、思ったことをすぐ口に出す。
推理を全て使用人に任せていながら探偵を名乗る貴族探偵が気に食わず、対立することになる。
推理力、洞察力は優れているが、誤解した推理で無実の人物を犯人にしてしまう。
ドラマ版第9話では見事犯人が的中したが、犯人を追い詰めることができず結局貴族探偵に敗北するも最終話でついに自分の手で推理することに成功した。
切子の死から政宗是正という人物の存在を知り、独自に貴族探偵の正体を探り始める。しかしドラマ版最終話で、貴族探偵は是正と別人であり、自分と切子を助けていたことを知る。自らの名を冠した新たな看板を切子から贈られ、切子の事務所を引き継ぎ独り立ちすることとなった。
原作では『貴族探偵対女探偵』で登場。

#### 警察関係者
鼻形 雷雨
演 - 生瀬勝久
現場で事件捜査の指揮をとる刑事。階級は警部補で警察手帳をしばしば見せびらかす癖がある。
警察官としての基本的な正義感は持っているが、上昇志向が強く、モテたい、お金持ちになりたいという個人的な願いが最大の原動力。殺人事件の推理は非常に的外れなものばかりで捜査も杜撰。これらが原因で愛香と常見と冬樹にはぞんざいに扱われ、人望は薄い。
最新の機械や専門用語や流行に疎く、常見に間違いを指摘されても全く理解出来ずにいる。
ドラマ版第1話で貴族探偵と出会って以来人生が一変し、本部長の命令で貴族探偵の担当となる。
貴族探偵の前では「貴族様」と呼ぶが、愛香同様に貴族探偵を快く思っておらず、殺人事件では貴族探偵を利用しているつもりだが、それは鼻形の思い込みである。
以前は交番勤務であり、喜多見切子に殺人事件の手柄をあげさせてもらったおかげで警部に昇進したことが、ドラマ版第7話で判明した。切子を『女神様』と呼び慕っている。
ドラマ版最終話の最後の再現ビデオでは、特別出演と銘打って貴族探偵を演じた。
ドラマオリジナルキャラクター。
常見 慎吾
演 - 岡山天音
鼻形の部下の刑事。
鼻形よりも先に捜査一課に勤務していた。情熱は無いが、仕事は卒なくこなす。
専門用語が分からない鼻形を窘めるなど常識人。しかし鼻形が座ろうとした椅子に座ったり、鼻形の恥ずかしい過去をあっさり愛香に教えるなど、基本ぞんざいに扱っている。ドラマ版第4話での佐藤の行動から彼を尊敬するようになった。
第5話で理系だという事が判明。
冬樹 和泉
演 - 田中道子
鑑識。鼻形よりも先に捜査一課に勤務していた。優秀だがぶっきらぼうで口が悪い。
何十年も前に流行した大昔の歌謡曲を知っている。
ドラマ版第4話での佐藤の行動から彼に好意を抱き、彼の前では乙女チックモードになり、鼻形を呆れさせた。

#### 貴族探偵の関係者
佐藤
演 - 滝藤賢一
運転手兼ボディーガード。戦闘力が高く、武闘派の犯人にも臆せず立ち向かう。ビリヤードや釣り竿の扱いに長けている。クールだが、再現ドラマではコミカルな表情をしたり、貴族探偵の「愛香の悔しがる顔の例え」に笑ったりと表情は豊か。
事件再現ビデオでは黒子や特殊効果も担当。ドラマ版第4話で北側の立石連山から本来丸1日掛かるはずの浜梨館まで4時間で走破して到着した上に、浜梨館側から切れた吊橋を引き上げた事で常見に尊敬され、冬樹には好意を抱かれた。
原作では巨漢という設定。
田中
演 - 中山美穂
メイド。紅茶の給仕だけでなく、事件再現ビデオや人物相関図を作るなど、物事の整理が得意。相関図に顔写真を貼りつけない場合は似顔絵を描くが非常に下手。貴族探偵曰く「彼女に紅茶を出させれば右に出るものはいない」。普段は控えめだが、大衆文化、ミステリー小説や愛憎劇が好きで、そのことを語り出すと饒舌になる。
事件再現ビデオでは犯人役も担当。演技については、貴族探偵からは「大げさすぎ」と言われている。
原作では20歳前後という設定。
山本
演 - 松重豊
執事。誰に対しても丁寧な口調で接する礼儀正しい性格だが、大らかすぎる故に前置きが長く、貴族探偵からは「手短に」と言われている。ドラマ版最終話での台詞によると、貴族探偵が少年の頃から仕えていた。
事件再現ビデオでは被害者役・女性役も担当。貴族探偵から演技力を高く評価されるが、ドラマ版第7話にて過去は注意を受けていたことが判明した。
鈴木
演 - 仲間由紀恵
秘書。ドラマ版第7話から登場。
貴族探偵の命令で、切子を政宗是正から守るために死を偽装していた事がドラマ版最終話で判明した。その直後に県警のトップの人間として現場近くの警察署を訪れていた。シンガポールで活動していたが、ドラマ版第10話にて日本に帰国する。
ギリの正体は彼女であり、愛香を助けていた。
シュピーゲル
飼い犬。

#### その他
玉村 依子〈29〉
演 - 木南晴夏
探偵事務所の重要顧客である玉村家の令嬢。愛香とは親友。
のんびりとした性格で緊張感に欠けており、ドラマ版第1話と第4話で殺人事件に二度も巻き込まれ容疑者の1人となるが、全く動じず平常心を保つ。
貴族探偵とは父親のつながりで知り合いであり、彼に好意を抱いている。
喜多見 切子
演 - 井川遥
元探偵の女性で愛香が憧れる師匠。
貴族探偵とは過去に因縁があったらしく、ドラマでは彼との推理対決に敗れた後、謎の死を遂げたように思われていた。しかし実際は後述する出来事により愛香に危害が加えられる事態を危惧し、貴族探偵の手によって死んだことにされており、ドラマ最終回で生存が確認された。その後、イタリアの貴族と結婚して現地で過ごすことにしたため、探偵業を引退して愛香に事務所を譲り、日本を離れることとなった。ただし趣味としての探偵行為は続けるとしている。
原作では男性で本名は不明。癌で他界している設定。
政宗是正
切子が調べていた人物。鼻形によると、公安がらみの人物でシンガポールで活動していたこと以外は一切素性不明で、顔写真も無い。ドラマ版第9話ラストにて愛香が貴族探偵の本名であると推理したが全くの別人。
具同家の商売敵とされている。切子が香港の海運企業の社内調査を手掛けた際に不正を暴いたことで利益を害され、その報復として彼女を執拗に狙っていたことがドラマ版最終話で判明する。しかし鈴木の活躍によって和解することになった。本作には登場していない。
ギリ
声 - 仲間由紀恵
愛香の携帯端末に装備された検索ソフト。音声入力に対応し、ネットでの情報を開示する。ドラマ版最終回で、正体が鈴木と判明した。

#### ゲスト
◆（事件被害者・死亡）
■（事件被害者・未遂）
●（警察官）
第1話
- 畦野 智一郎〈29〉 - 内田朝陽
- 妙見 千明〈27〉 - 平山あや
- 笹部 恭介〈32〉（IT関連企業 プレミアムイーツ 役員） - ハリー杉山 ◆
- 多田 朱美〈28〉 - 納富有沙
- 横井 太志〈31〉 - 阿部亮平

第2話
- 久下村 勇気〈46〉 - 平山祐介 ●
- 星川〈26〉 - 札内幸太 ●
- 日岡 美咲〈36〉 - 紺野まひる
- 松尾 早織〈27〉 - 豊田エリー
- 滝野 光敏〈37〉 - 丸山智己
- 厄神 春柾〈62〉 - 大和田伸也 ◆
- 厄神 令子〈45〉 - 横山めぐみ

第3話
- 垂水 遥〈18〉 - 橋本環奈
- 浜村 康介〈28〉 - 内野謙太
- 古川〈53〉 - 六平直政 ●
- 尾崎 孝之 - 横井寛典 ●
- 宇和島 政人〈29〉 - 高橋努
- 宇和島 逸子〈31〉 - 岩佐真悠子 ◆
- 小関 仁美〈34〉 - 陽月華
- 番場 周治〈54〉 - 酒井敏也
- 八木 多香絵〈60〉 - 大島蓉子

第4話
- 有畑 しずる〈20〉 - 藤川千愛（まねきケチャ）
- 浜梨 久仁子〈39〉 - 釈由美子
- 小金沢 広成〈41〉 - 小松和重
- 有戸 秀司〈33〉 - 阿部力
- 下北 香苗〈27〉 - 草刈麻有
- 赤川 和美〈23〉 - 柳ゆり菜
- 田名部 優〈28〉 - 渋谷謙人 ◆
- いづな様 - 伊藤駿太

第5話 - 第6話
- 豊郷 皐月〈30〉 - 加藤あい
- 愛知川 友也〈25〉 - 白洲迅
- 愛知川 真司〈62〉 - 篠井英介
- 金山 俊市〈28〉 - 忍成修吾 ■
- 桜川 弥生〈23〉- 北香那
- 桜川 鷹亮〈81〉- 竜雷太
- 高宮 悟〈29〉 - 佐藤祐基 ◆
- 水口 佳史〈28〉 - 金井勇太 ◆
- 尼子 幸介〈27〉 - 駒木根隆介 ◆

第7話
- 都倉 光恵〈36〉 - 広末涼子
- 都倉 健一 - 小木茂光 ◆
- 都倉 忠仁〈20〉 - 藤原季節
- 都倉 江梨子〈18〉- 唐田えりか
- 正津 幸彦〈56〉 - 堀部圭亮
- 旗手 真佐子〈48〉- 森口瑤子

第8話
- 韮山 瞳 〈31〉 - 上原多香子
- 修善寺 潤子 〈23〉 - 樋井明日香
- 田京 恵 〈21〉- 三浦透子
- 大場 和典 〈25〉 - 松川尚瑠輝 ◆
- 原木 一昭 〈24〉- 中島広稀
- 三島 純夫 〈22〉- 堀家一希
- 小林 - 野中隆光 ●

第9話
- 堂島 尚樹 〈43〉 - 中村俊介
- 大杉 道雄〈45〉 - 小市慢太郎 ◆
- 本宮 真知子〈42〉 - 高岡早紀
- 水橋 佐和子 〈32〉 - 田中千絵 ◆
- 水橋 洋一 〈34〉 - 山中崇
- 貴生川 敦仁 〈42〉 - 小市慢太郎
- 横内 - 本多力 ●
- 野村かえで - 一双麻希
- アナウンサー - 軽部真一
- アナウンサー - 宮澤智

第10話 - 最終話
- 具同 弘基 - 桐山漣 ◆
- 具同 真希 - 矢作穂香
- 具同 佳久 - 辰巳雄大
- 有岡 葉子 - 南沢奈央 ◆
- 国見 奈和 - 佐藤めぐみ
- 平田 早苗 - 高橋ひとみ
- 緒方 修 - 小松勇司

### 制作
相葉が2015年4月期に同枠で主演したドラマ『ようこそ、わが家へ』と同じく、脚本を黒岩勉、プロデューサーを羽鳥健一、演出を中江功が担当する 。
羽鳥が本屋で原作小説を偶然手に取り、ドラマ化を企画した。企画が通った時点では本作が月9枠30周年の節目だと気づいていなかったという。原作小説『貴族探偵』、『貴族探偵対女探偵』を映像化し、オリジナルの要素を加えた1話完結形式を基本とする。原作者である麻耶の意向で謎解き部分は原作に忠実に描かれているが、ドラマではさらに1つの事件につき女探偵（ = 高徳愛香）の推理と貴族探偵（の使用人たち）の推理という2つの謎解きが存在する。原作にない部分の女探偵の謎解きはドラマオリジナルで脚本の黒岩が手がけた。またドラマ最終話に向けて愛香の師匠である喜多見切子の謎と貴族探偵の謎をオリジナルで制作した。
貴族探偵の衣装は原作設定のスーツとは異なり、貴族イメージを強調したナポレオンジャケットやブーツであり、ドラマのためにハンドメイドで仕立てられた。また貴族の紋章は演出の中江が考案し、孔雀やノースポール、ヤドリギなど、貴族探偵と演じる相葉にちなんだ要素がモチーフとなっている 。

#### 撮影
3月8日クランクイン、6月19日クランクアップ。主人公である貴族探偵を演じる相葉は3月10日に撮影開始した。しかし撮影前に貴族研究者やマナー講師らを取材して所作を学んだものの、実際に撮影に入ってみると「無機質」で作品のイメージに合わず、一本調子でテンポが悪くなってしまった。そこで貴族探偵の所作については優雅さと品を意識しつつバランスを取るため、貴族探偵のキャラクター像を変更して後日再度の撮影が行われた。
原作のコミカルな部分を生かし貴族探偵以外のキャラクターがコメディータッチで描かれているのに対し、貴族探偵はミステリアスに描かれている。謎解きのシーンは、フリップを用いた説明や使用人たちによる再現VTRでの解説などユーモアあふれるものとなっており、各話のラストには、本作はパロディやバラエティに富んだ「ファンタジードラマ」である旨が掲示される。ドラマ版の貴族探偵は原作とはタイプが異なるが、「いけ好かないけど憎めない」貴族探偵を相葉は上手く演じていると原作者の麻耶は評した。
第1話のロケ地はイタリアンレストランの箱根アルベルゴバンブー。

### プロモーション
初回放送前に、フジテレビで史上最多パターンとなるPRスポットを放映した。3月1日からドラマ初回放送日の4月17日まで平日42日間、毎日5秒間の日替わりスポットを放送。すべてつなぎ合わせると1つのストーリーが浮かび上がる仕掛けが用意されている。
月9作品としては史上初となる、フジテレビ系の情報番組『とくダネ!』内でのスピンオフドラマが放送された。冬樹和泉役の田中道子と常見慎吾役の岡山天音が事件解決後のやりとりを演じる約2分のドラマであり、毎週月曜朝の『とくダネ!』で当夜のドラマ本編の内容を先取りすることになる。情報番組の制作局がドラマに携わるのは月9では異例のことと報道された。また冬樹役の田中は、4月11日から17日までFODで配信されたスピンオフ『カンシキTV』にも出演しており、事件現場をVR映像で紹介した。また第2話ではLINE LIVEやPeriscopeで、次回ゲスト出演者による実況生配信が行われた。
ドラマのポスターはアーティストの清川あさみが手掛け、清川の代名詞である「写真に刺繍を施した独特な手法」でデザインされた。

### スタッフ
- 原作 - 麻耶雄嵩『貴族探偵』『貴族探偵対女探偵』（集英社文庫）
- 脚本 - 黒岩勉
- 音楽 - 末廣健一郎
- 主題歌 - 嵐「I'll be there」（ジェイ・ストーム）
- 演出 - 中江功、金井紘、相沢秀幸
- プロデュース - 羽鳥健一、西坂瑞城
- 制作 - フジテレビ

### 放送日程
| 放送回                                                                      | 放送日  | サブタイトル                                                     | 原作                       | 演出     | 視聴率 |
| --------------------------------------------------------------------------- | ------- | ---------------------------------------------------------------- | -------------------------- | -------- | ------ |
| 第1話                                                                       | 4月17日 | 推理は雑事！破天荒なニューヒーロー登場！誰よりも優雅に悪を裁く！ | 白きを見れば               | 中江功   | 11.8%  |
| 第2話                                                                       | 4月24日 | 人気作家殺人…発見者は御前!? 貞淑メイド驚愕推理                   | 加速度円舞曲               | 中江功   | 08.3%  |
| 第3話                                                                       | 5月01日 | 禁断の恋 殺人事件！国家権力に怒れる貴族                          | トリッチ・トラッチ・ポルカ | 金井紘   | 09.1%  |
| 第4話                                                                       | 5月08日 | 湯けむり復讐殺人事件!! 使用人不在で御前ピンチ!?                  | 幣もとりあへず             | 金井紘   | 08.9%  |
| 第5話                                                                       | 5月15日 | 華麗なる一族の惨劇！御前襲う死の婿選び                           | 春の声                     | 相沢秀幸 | 08.0%  |
| 第6話                                                                       | 5月22日 | 花婿候補連続殺人！驚愕と涙の結末とは？                           | 春の声                     | 中江功   | 07.5%  |
| 第7話                                                                       | 5月29日 | 最終章！暴かれる貴族の秘密と謎の使用人                           | ウィーンの森の物語         | 金井紘   | 07.8%  |
| 第8話                                                                       | 6月05日 | 女探偵に殺人容疑!! 色恋沙汰は貴族の罠!?                          | むべ山風を                 | 相沢秀幸 | 07.0%  |
| 第9話                                                                       | 6月12日 | 女探偵の逆襲！ついに暴かれる貴族の真相                           | こうもり                   | 中江功   | 08.4%  |
| 第10話                                                                      | 6月19日 | 最終章！想像を凌駕する貴族の思惑とは？                           | なほあまりある             | 相沢秀幸 | 08.0%  |
| 最終話                                                                      | 6月26日 | 仰天！遂に真相が明らかに!? VS探偵最終決戦！                      | なほあまりある             | 中江功   | 09.8%  |
| 平均視聴率 8.6%（視聴率はビデオリサーチ調べ、関東地区・世帯・リアルタイム） |         |                                                                  |                            |          |        |

### 受賞
- 「ルミエール・ジャパン・アワード2017」『貴族探偵』スピンオフ『カンシキTV』VR部門で優秀作品賞が受賞。

- 第27回年間ドラマ大賞2017で作品賞、主演男優賞（相葉雅紀）、主題歌賞（嵐「I’ll be there」）で“トリプル受賞”を達成。

### 関連商品
- フジテレビ系ドラマ 貴族探偵 オリジナルサウンドトラック（2017年5月31日、ポニーキャニオン）
- 貴族探偵 DVD-BOX / Blu-ray-BOX（2017年11月29日、フジテレビジョン）

## 漫画
- 「貴族探偵」ひうらさとる（『月刊YOU』2017年5月号 - 8月号）[66]
  - ひうらさとる（漫画）、麻耶雄嵩（原作） 『貴族探偵』 集英社〈マーガレットコミックス〉、2018年4月25日発売、ISBN 978-4-08-844033-0
- 「貴族探偵」葉月めぐみ（『りぼん』2017年7月特大号）[67]